# Romulus Bucuroiu
Romulus Bucuroiu (n. 1 ianuarie 1956, Vadu Pașii, România) este un gimnast român. A concurat la opt probe la Jocurile Olimpice de vară din 1980.

## Distincții
- Medalia „Meritul Sportiv” clasa I (15 aprilie 1981) „pentru rezultatele deosebite obținute la Jocurile olimpice de vară de la Moscova — 1980, precum și pentru contribuția adusă la dezvoltarea activității sportive și la creșterea prestigiului sportului românesc pe plan internațional”[3]